# 光明港站
光明港站（福州話：/kuoŋ˥˧ miŋ˧˧ ŋøyŋ˧˧/）位于中华人民共和国福建省福州市晋安区前横南路与连福路交叉口北侧地下，是福州地铁4号线的地铁车站，于2023年8月27日启用。

## 车站结构
光明港站位于前横南路与连福路交叉口北侧下方，为地下二层车站，总建筑面积11542.79平方米，基坑长238.6米，基坑标准段宽度19.7米，基坑标准段深度20.9米，附属结构三个出入口一组风亭。
| 地面层   | 出入口                               |  | 出入口                   |
| 地下一层 | 站厅                                 |  | 票务服务、自动售票机     |
| 地下二层 | 1                                    |  | 4号线 往帝封江（鳌峰洲） |
| 地下二层 | 岛式站台，列车运行方向左侧的车门打开 |  |                          |
| 地下二层 | 2                                    |  | 4号线 往凤凰池（前屿）   |

### 出入口与周边
| 光明港站出入口信息          | 光明港站出入口信息 | 光明港站出入口信息 | 光明港站出入口信息          |
| --------------------------- | ------------------ | ------------------ | --------------------------- |
|                             |                    |                    |                             |
| 编号                        | 设施               | 位置               | 接驳交通                    |
| 出口 · A                    |                    | 车站东北口         | 鼓山新区小学、流星·东景花园 |
| 出口 · B                    |                    | 车站西北口         | 融东、流星·东景花园         |
| 出口 · D                    |                    | 车站东南口         | 三木都市田园(连凤小区)      |
| 注： 设有电梯 \| 设有卫生间 |                    |                    |                             |

## 历史
- 2017年6月29日，福建省发展和改革委员会批复《福州市城市轨道交通4号线一期工程可行性研究报告》（闽发改网审交通〔2017〕103号），福州地铁4号线在远洋路和连福路路口北侧设远洋路站。[3]
- 2020年7月30日，光明港站主体结构封顶。[2]
- 2023年8月23–25日，光明港站开启免费试乘活动。[4]
- 2023年8月27日，光明港站启用。[1]